# Vena cardíaca media
La vena cardíaca media o vena interventricular posterior es una vena coronaria.

## Descripción
Comienza en el vértice cardíaco, asciende por el surco interventricular posterior y termina en el seno coronario, cerca del borde derecho del órgano. Discurre junto a la rama interventricular posterior de la arteria coronaria derecha y a veces forma una anastomosis con la vena cardíaca magna.